# Cacciatorpediniere

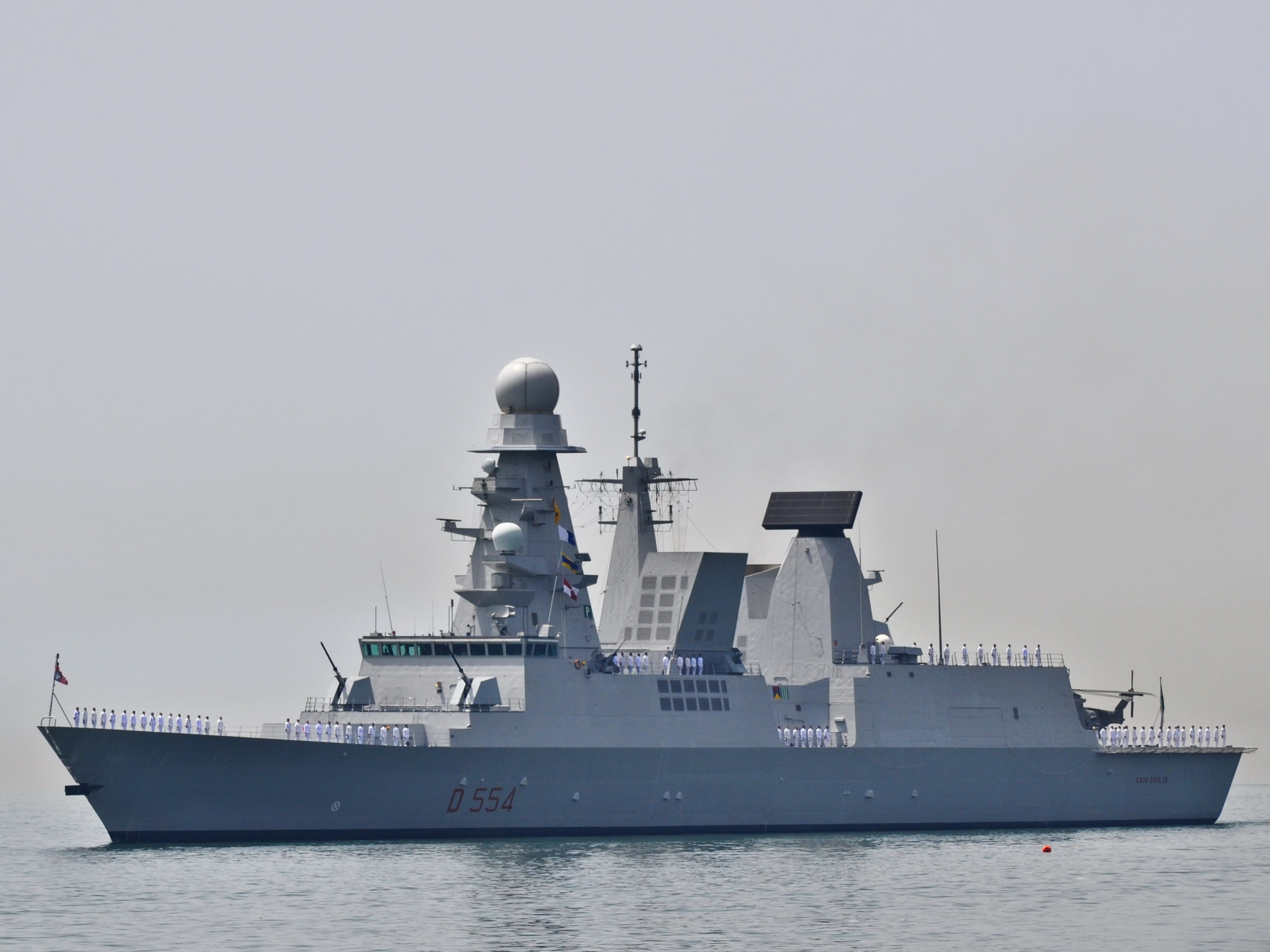
Cacciatorpediniere Caio Duilio, la seconda unità della classe Orizzonte appartenente alla Marina Militare.

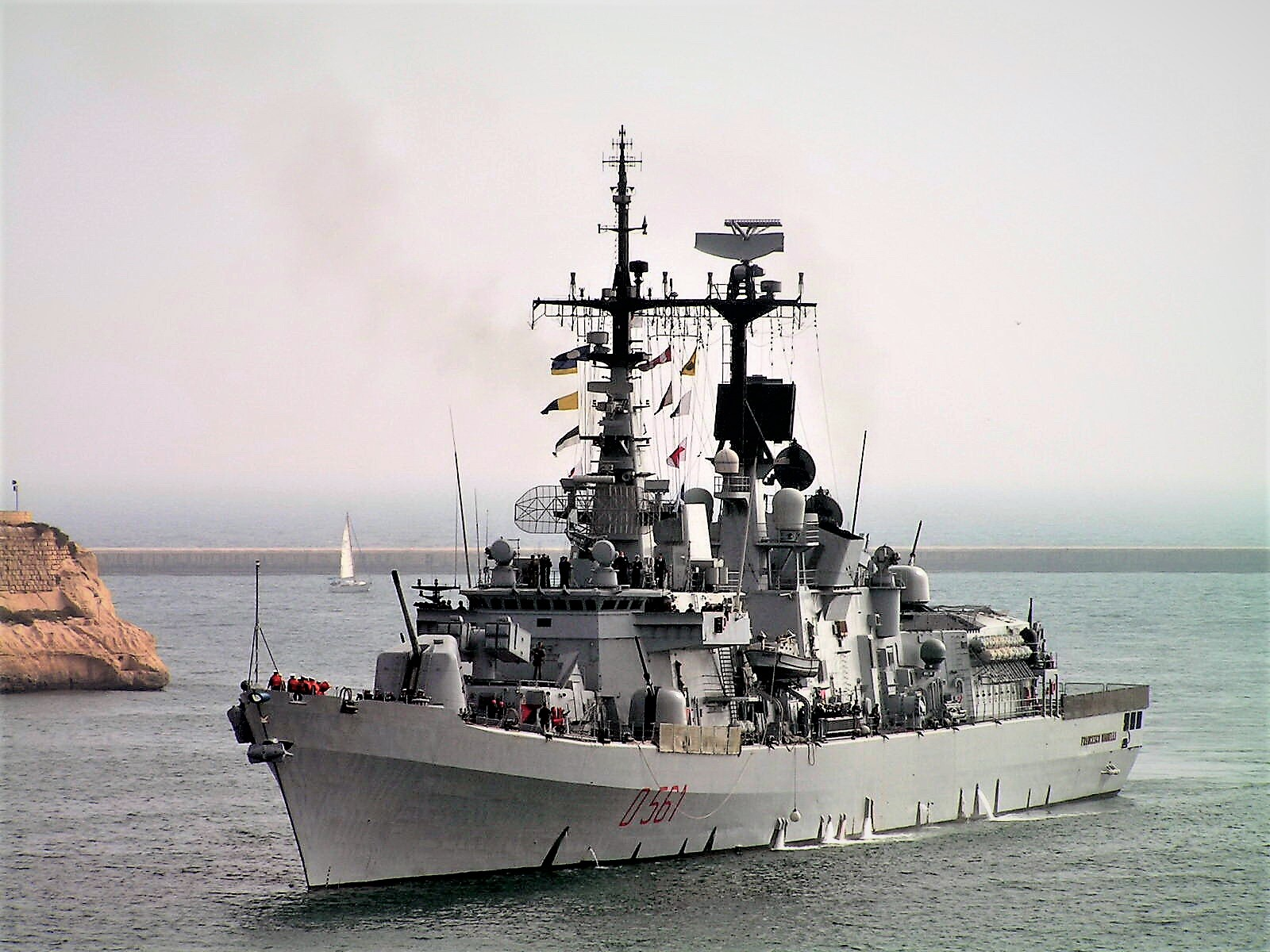
Cacciatorpediniere italiano Francesco Mimbelli della classe De La Penne.

Un cacciatorpediniere, solitamente abbreviato con la sigla CT o con il termine caccia, è una nave da guerra veloce e manovrabile, dotata di grande autonomia, progettata per scortare navi di dimensioni maggiori in una flotta o in un gruppo di battaglia e difenderle contro attaccanti più piccoli e a corto raggio d'azione (originariamente le torpediniere, successivamente sottomarini e aerei).

## Nascita del cacciatorpediniere
Il cacciatorpediniere nacque in Gran Bretagna poco dopo la guerra civile cilena del 1891 e durante la guerra sino-giapponese (1894-1895) per fare fronte ad un nuovo tipo di nave che durante questi conflitti aveva dimostrato la sua devastante efficacia: la torpediniera, inventata da John Ericsson.
La torpediniera era una barca piccola, molto più veloce delle navi di maggiori dimensioni, in grado di avvicinarsi rapidamente a queste ultime e lanciare le sue micidiali torpedini per poi fuggire via.
Mentre normalmente una nave con un corto raggio d'azione di questo tipo avrebbe potuto facilmente essere distrutta prima di poter usare le sue armi, le torpediniere avrebbero potuto agire insieme ad una flotta di navi di dimensioni maggiori, purché questa operasse vicino alla base. In questo caso la forza difensiva avrebbe dovuto scegliere quali bersagli attaccare: le navi di dimensioni maggiori, per il cui contrasto erano state costruite, o le più piccole ma veloci torpediniere all'attacco. Inoltre queste piccole ed economiche barche avevano un costo insignificante per l'attaccante.
Le marine del mondo riconobbero il bisogno di un'arma difensiva e svilupparono il "cacciatorpediniere". L'idea base era di avere uno schermo di navi veloci quanto le torpediniere, ma armate con cannoni, invece che con siluri. Queste avrebbero dovuto operare sufficientemente lontano dalla flotta principale da impedire alle torpediniere di entrare nel raggio di azione delle loro torpedini.
D'altra parte era chiaro già all'epoca che anche questo concetto avrebbe posto problemi: il cacciatorpediniere avrebbe dovuto essere capace di tenere a bada un attacco di torpediniere (che tipicamente non erano armate con cannoni), ma, dovendo operare lontano dalla flotta principale, sarebbe stato un facile bersaglio per altre navi capitali. Perciò venne anch'esso armato con siluri.
Un altro problema era che mentre la torpediniera aveva un raggio operativo limitato e perciò era economica e facile da produrre, il cacciatorpediniere avrebbe dovuto operare da schermo per la flotta e perciò doveva possedere un raggio operativo pari a quello delle corazzate. Pertanto spesso era di dimensioni molto maggiori delle navi che era destinato a contrastare.

### I precursori

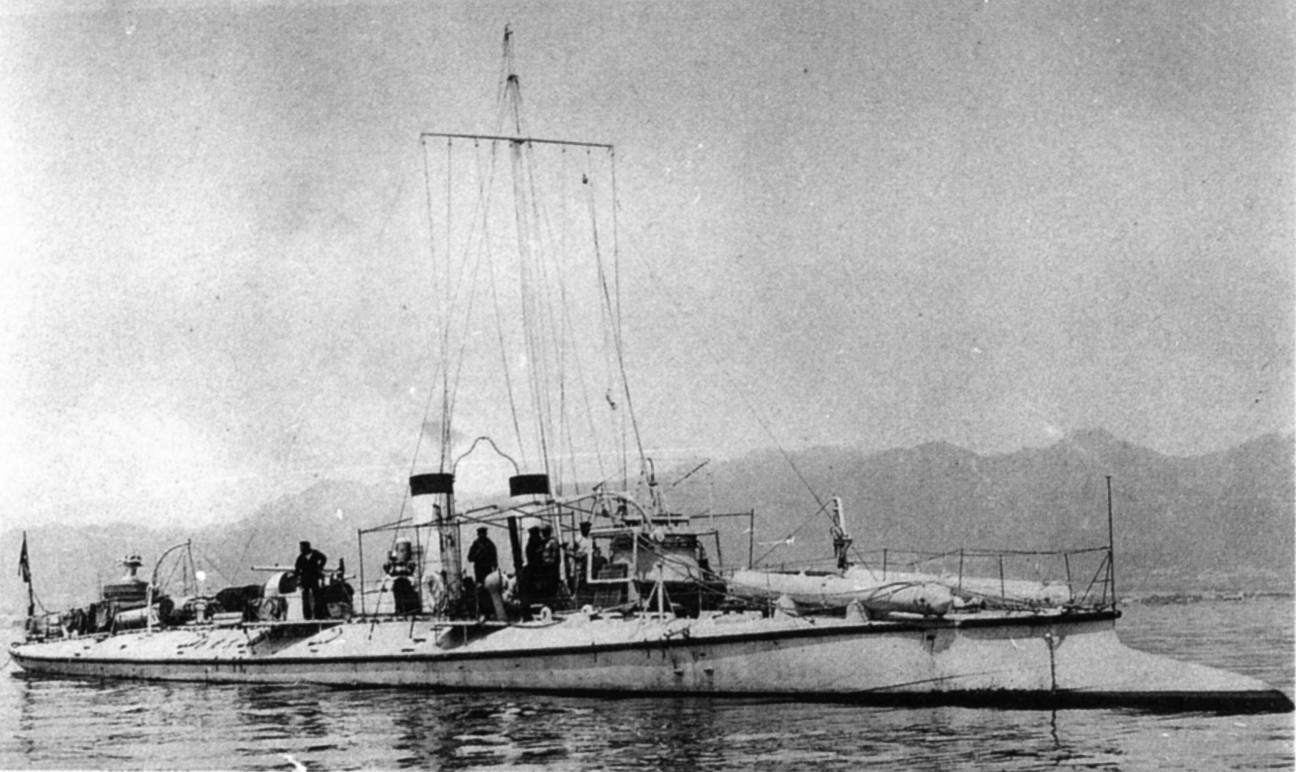
la torpediniera giapponese Kotaka nel 1887

Prima dei veri cacciatorpediniere furono varate delle cannoniere-torpediniere, più lente delle torpediniere, ma armate sia di siluri che di cannoni ed in grado di operare lontano dai porti (l'HMS Rattlesnake negli anni ottanta del XIX secolo rappresentò la punta più avanzata di questo tipo di navi). Successivamente la marina imperiale giapponese e quella spagnola ordinarono alcune navi di transizione che si avvicinavano al caccia. Il Giappone introdusse la classe Kotaka ("Falco"), composta di grosse torpediniere "oceaniche" veloci, dotate di un buon armamento silurante ma anche di numerosi piccoli cannoni (37 mm, sufficienti per affrontare le torpediniere dell'epoca), in pratica delle super torpediniere. Le navi spagnole della classe Destructor erano più simili ad una veloce cannoniera-torpediniera armata con cannoni da 90 e 57 mm e vennero sviluppate nella successiva classe Furor, le cui unità furono tutte affondate nella Battaglia navale di Santiago de Cuba. Proprio dalla classe spagnola (ordinata, come le Kotaka, a cantieri britannici) venne derivato il cacciatorpediniere. Tra il 1888 e il 1893 la Royal Navy (ed altre marine, tra cui soprattutto la Marine Nationale francese) iniziarono a costruire unità simili, che possono essere considerate quasi come dei veri cacciatorpediniere ma che non erano ancora dotate di motori a turbina.
Il primo progetto effettivo di cacciatorpediniere con raggio di autonomia e velocità sufficiente a stare alle pari delle corazzate fu la classe Havock di cui furono varate due navi nel 1893, appartenenti alla Royal Navy. Gli Stati Uniti commissionarono il loro primo cacciatorpediniere, USS Bainbridge, cacciatorpediniere No. 1, nel 1902. Queste navi erano tutte dotate dei modernissimi motori a turbina, che permettevano velocità veramente eccezionali per l'epoca, riuscendo presto a superare il muro "psicologico" e tecnologico per unità a vapore dei 26 nodi, e poi anche quello dei 30.
Successivamente il cacciatorpediniere assunse il ruolo della più piccola torpediniera, effettuando attacchi con siluri contro flotte, come il devastante attacco giapponese contro la flotta russa nella battaglia di Port Arthur all'apertura della guerra russo-giapponese nel 1904, ed attacchi nell'Oceano Pacifico durante la seconda guerra mondiale.

## Prima guerra mondiale

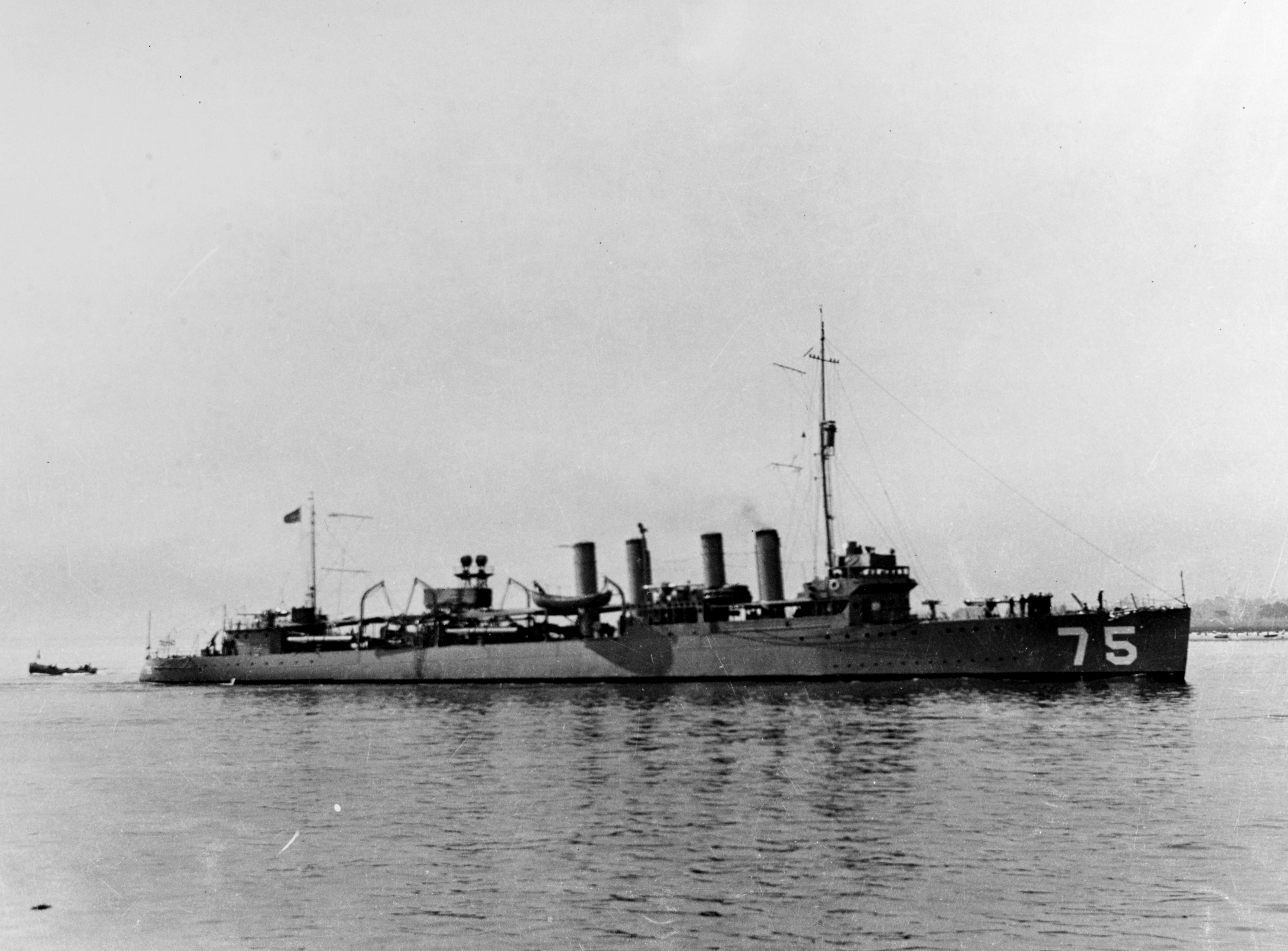
La USS Wickes DD-75, capoclasse della classe omonima con i caratteristici quattro fumaioli

Nella prima parte del XX secolo i cacciatorpediniere crebbero in forza ed efficacia. Innovazioni come la propulsione a turbina, l'uso di bruciatori a petrolio piuttosto che carbone e torpedini "heater" con autonomia maggiore portarono allo sviluppo di navi efficaci da parte della Gran Bretagna e Germania.
Durante la prima guerra mondiale la minaccia si evolse con l'introduzione del sottomarino. In termini generali il sottomarino o l'U-Boot, non è altro che un torpediniere con la capacità di immergersi per brevi periodi di tempo. Questo permise al sottomarino di nascondersi ai cannoni dei cacciatorpediniere ed avvicinarsi a raggio di tiro mentre navigava sott'acqua. Questo portò ad una egualmente rapida evoluzione del cacciatorpediniere che venne rapidamente equipaggiato con cariche di profondità e idrofoni (i sonar comparvero nella seconda guerra mondiale) per contrastare questa nuova minaccia. Al termine della guerra lo stato dell'arte era rappresentato dalle classi V e W della Royal Navy.

## Periodo tra le guerre mondiali

Un'immagine del cacciatorpediniere Corazziere, prima del 1940

La costruzione dei cacciatorpediniere continuò nel periodo tra le due guerre. La classe giapponese Fubuki, o "tipo speciale", introdusse torrette chiuse capaci di fuoco antiaereo ed era armata con siluri da 610 mm; essi furono rimpiazzati negli anni trenta dalla versione paricalibro Type 93 (nota nella letteratura anglosassone come "Long Lance"), un perfezionato ordigno propulso a ossigeno, equipaggiato con un grande carico di esplosivo e capace di alte velocità. Esso si dimostrò un temibile avversario per la United States Navy sin dai primi giorni del conflitto in Estremo oriente e colse i maggiori successi durante la sfibrante campagna di Guadalcanal e i serrati combattimenti notturni nelle isole Salomone centrali (1943).
Ma anche le altre marine principali costruirono unità più grandi, come i cacciatorpediniere britannici della classe Tribal, da circa 2500 tonnellate di dislocamento e i caccia di squadra francesi; anche la marina italiana schierava i caccia di squadra della classe Soldati da 2.450 tonnellate, armati di cannoni da 120 mm e 4 o 6 tubi lanciasiluri da 533 mm ed in grado di filare anche 38 o 39 nodi, che però non avevano delle grandi caratteristiche di navigabilità, tanto che il caccia Lanciere andò perso insieme allo Scirocco della classe Maestrale dopo la Seconda Battaglia della Sirte durante una burrasca.

## Seconda guerra mondiale
Durante la seconda guerra mondiale la minaccia evolse nuovamente. I sommergibili erano più efficaci e l'aeroplano si era dimostrato un'importante arma nel combattimento navale; ancora una volta i cacciatorpediniere vennero equipaggiati per combattere questi nuovi bersagli. Furono dotati di nuovi cannoni antiaerei e del radar, oltre a mitragliere pesanti, cariche di profondità e siluri di cui erano già equipaggiati. Per quest'epoca i cacciatorpediniere erano diventati grandi unità multiruolo, bersagli costosi di per sé piuttosto che unità spendibili per la protezione di altri. Questo portò all'introduzione di navi più piccole ed economiche specializzate nella caccia ai sommergibili da parte della Royal Navy: le corvette e successivamente le fregate, mentre gli USA introdussero i cacciatorpediniere scorta contrassegnati dalla sigla DE (Destroyer Escort), unità più leggere dei cacciatorpediniere di squadra e dotate di macchine sottopotenziate in quanto non dovevano tenere la velocità massima di una squadra navale (circa 30 nodi), ma quella di ben più lenti convogli, fino ad un massimo di 22 nodi circa.

## Dopo la guerra

### Marina statunitense

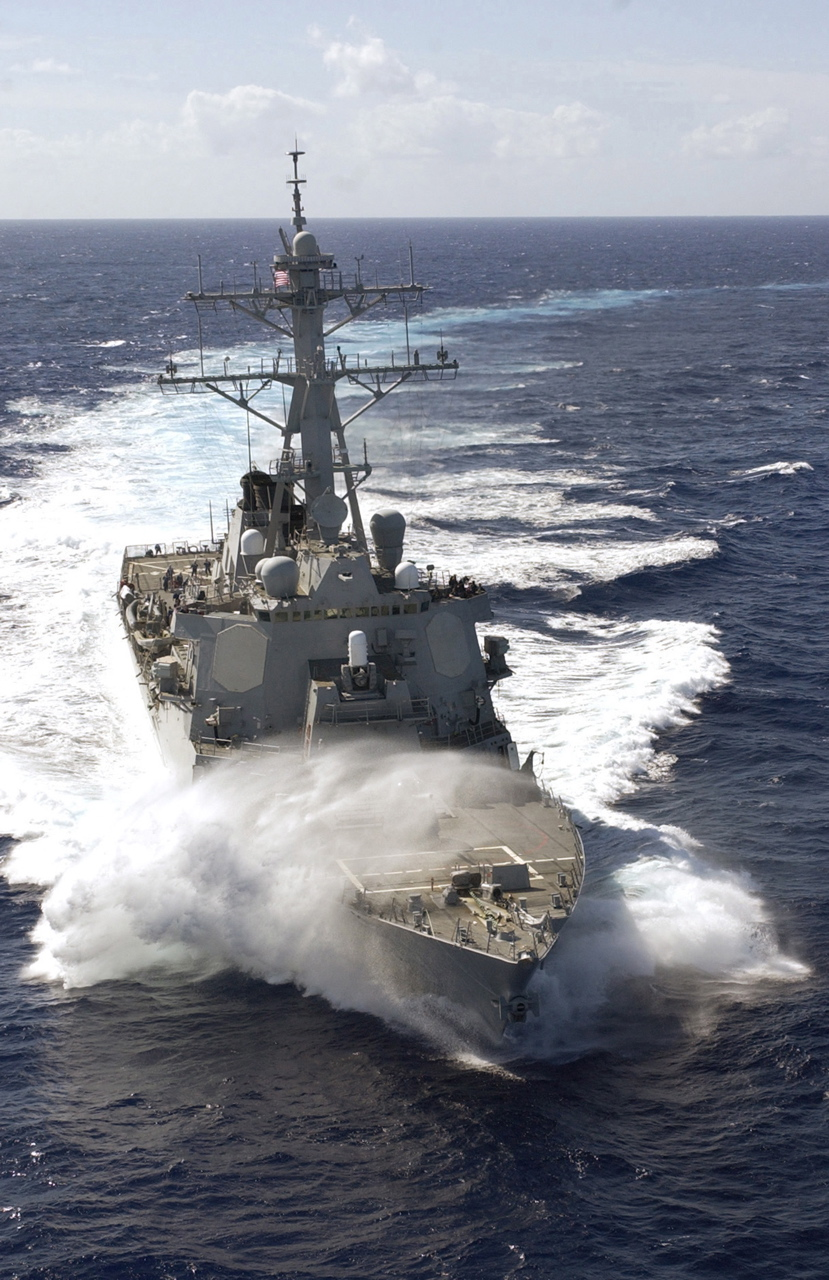
Un'onda si rompe sulla prua del Cacciatorpediniere USS Russel (DDG 59), parte del Gruppo d'attacco della USS Ronald Reagan nel Pacifico occidentale. Foto del Capo Spike Call, U.S. Navy, 9 febbraio 2007

Nella Marina degli Stati Uniti i cacciatorpediniere operano in supporto di gruppi di battaglia di portaerei, gruppi di azione di superficie, gruppi anfibi e gruppi rifornimento. I cacciatorpediniere con un simbolo di classificazione dello scafo "DD", eseguono principalmente compiti di guerra antisommergibile, mentre quelli con simbolo di identificazione dello scafo "DDG" sono multiruolo: antisommergibile, antiaereo e antinave. La relativamente recente aggiunta della capacità di lancio di missili cruise ha espanso grandemente il ruolo del cacciatorpediniere in missioni di attacco antinave e di attacco a bersagli terrestri. Con la rimozione di combattenti di superficie più pesanti, il tonnellaggio dei cacciatorpediniere è cresciuto (un moderno cacciatorpediniere della classe Arleigh Burke ha lo stesso tonnellaggio di un incrociatore leggero della seconda guerra mondiale).
Una sola classe di cacciatorpediniere è attualmente in uso nella marina USA: la classe Arleigh Burke. La classe Zumwalt è stata programmata per rimpiazzarli; il novembre 2001, la marina USA ha annunciato l'emissione di una revisione della Request for Proposal (RFP) for the Future Surface Combatant Program ("Richiesta di Proposta per il Programma per un Combattente di Superficie Futuro"). Conosciuto precedentemente come "DD 21", il programma sarà ora chiamato DD(X) per riflettere più accuratamente il suo scopo: costruire una famiglia di combattenti di superficie tecnologicamente avanzati, non una singola classe di navi. La classe DD(X) non è più chiamata classe Zumwalt e si prevede che sarà molto più grossa dei tradizionali cacciatorpediniere, essendo quasi tremila tonnellate più pesante di un incrociatore classe Ticonderoga. Potenzialmente impiegherà armi tecnologicamente avanzate ed un sistema di alimentazione integrato completamente elettrico.
Al 2018, i cacciatorpediniere in servizio presso la United States Navy risultano essere:
- 65× classe Arleigh Burke
- 1× classe Zumwalt

### Marina britannica

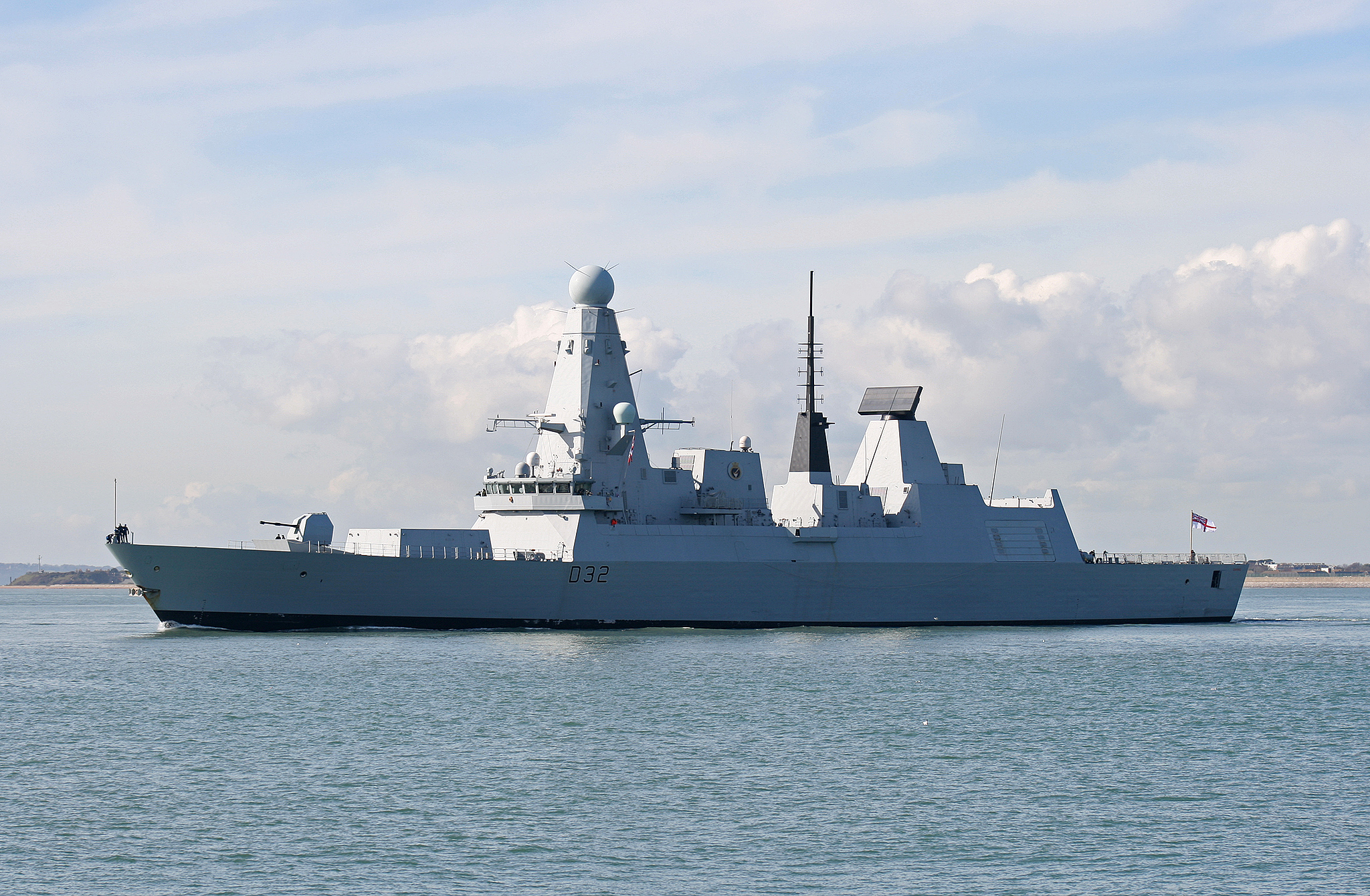
La della Royal Navy

Attualmente la Royal Navy opera navi della classe Tipo 45. I cacciatorpediniere (così come le fregate) sono, come sempre, i cavalli da tiro della flotta, i primi ottimizzati per la difesa contraerea e le seconde per la guerra di superficie e sottomarina. Sono egualmente a loro agio in grosse task force o in operazioni indipendenti, che possono includere l'applicazione delle sanzioni, supporto umanitario o pattugliamento antidroga. I cacciatorpediniere britannici recenti hanno dislocamento medio di circa 5.000 tonnellate ed hanno un armamento misto di cannoni e missili che includono cannoni da 114 mm MK 8, Missili Sea Dart', cannoni a corto raggio da 20 mm, sistemi di difesa ravvicinata Vulcan Phalanx(CIWS), e tubi di lancio di siluri antisommergibile.
A partire dal 2009 è iniziato il progressivo rimpiazzo dei cacciatorpediniere classe Tipo 42 con quelli della nuova classe Tipo 45. Si prevede un totale di 6 navi (originariamente erano 12 con un budget di 6 miliardi di sterline). Con un tonnellaggio pari a 7.200 tonnellate, saranno equipaggiati con la variante inglese del PAAMS (Principal Anti Air Missile System - Sistema Missilistico Antiaereo Principale). Il progetto e la costruzione delle prime navi è diviso tra la BAE Systems e la Vosper Thornycroft sotto il controllo globale della BAE systems. Due delle navi saranno assemblate a Scotstoun, dalla BAE Systems e le altre dalla Vosper Thornycroft al nuovo cantiere navale di Portsmouth.
Al 2018, i cacciatorpediniere in servizio presso la Royal Navy risultano essere:
- 6× Classe Type 45

### Marina russa

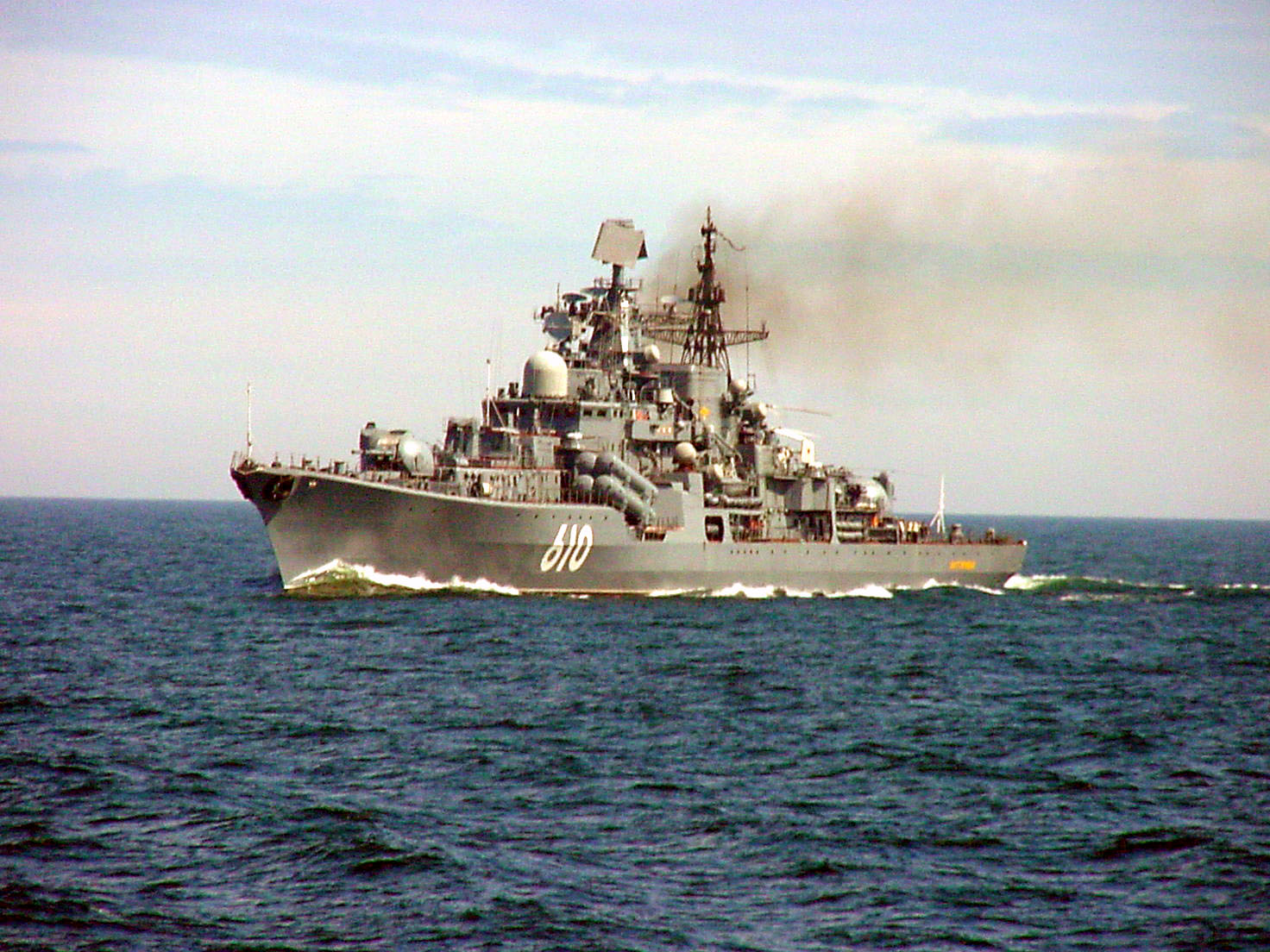
Una nave della della ВМФ РФ

La marina russa ha ereditato i suoi cacciatorpediniere lanciamissili dalla ex marina sovietica, e nessun nuovo progetto è previsto attualmente. Pertanto rimangono in servizio gli attuali Udaloj ed Udaloj II, caccia da 7.000 tonnellate circa, ed i più pesanti Sovremennyj, unità da oltre 9.000 tonnellate dotate di missili supersonici Raduga SS-N 22 Sunburn (nome in codice NATO) con una testata di 300 kg di esplosivo; queste navi sono state progettate per attacchi individuali contro le portaerei dei gruppi da battaglia della US Navy, in modo da danneggiarle pesantemente impedendone le operazioni di volo, pur mettendo in conto la propria distruzione ad opera degli attacchi aerei provenienti dalle portaerei stesse, in quanto la loro capacità di difesa antiaerea per quanto potente non è in grado di tenere testa ad attacchi di saturazione (cioè con un numero elevato di velivoli contemporaneamente) portati dal gruppo aereo imbarcato delle portaerei. La Cina ne ha acquistato quattro esemplari, che vanno a rafforzare considerevolmente il potenziale della flotta d'altura cinese.
Cacciatorpediniere si scrive in russo Эска́дренный миноно́сец (Эсми́нец)?, Èskádrennыj minonósec (Èsmínec), tuttavia, questo termine è poco usato nella terminologia navale sovietica e poi russa; il termine più corrente per indicare questo tipo di nave è in russo Большой противолодочный корабль?, Bolʹšoj protivolodočnыj korablʹ, che significa letteralmente grande nave anti-sommergibile.
Al 2018, i cacciatorpediniere in servizio presso la Voenno Morskoj Flot Rossijskoj Federacii risultano essere:
- 1× Classe Kara (Project 1134B)
- 1× Classe Kashin (Project 1090)
- 6x Classe Sovremennyj (Project 956)
- 9× Classe Udaloj (Project 1155)

### Marina italiana

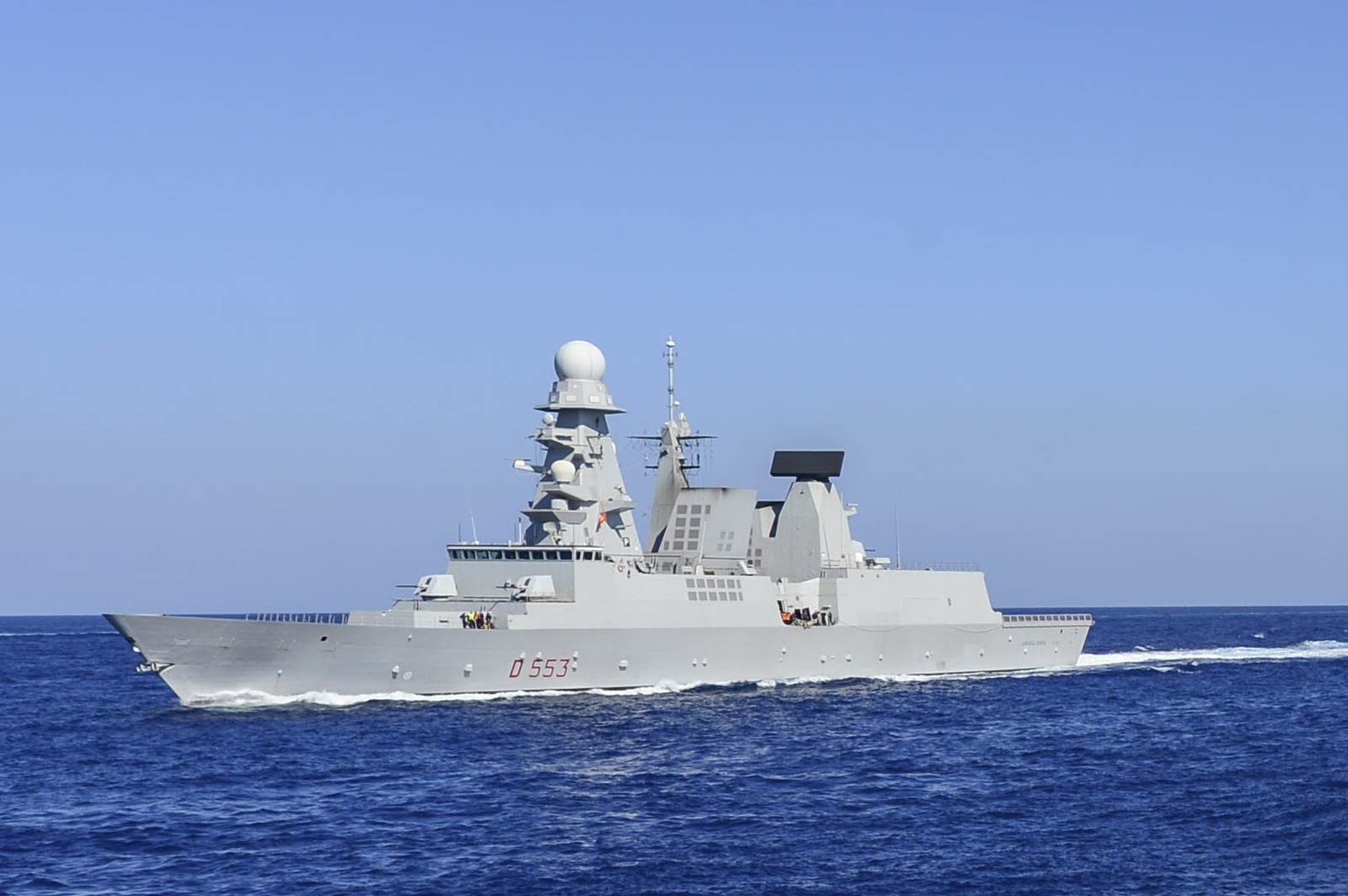
La della Marina Militare

Attualmente la marina italiana ha in servizio due cacciatorpediniere lanciamissili della classe Orizzonte, (frutto del progetto congiunto italo-francese Horizon, caratterizzato dall'impiego del sistema missilistico europeo a lancio verticale PAAMS, Sylver A50, Sylver A43 che utilizza i nuovi missili Aster30 e Aster15). Si tratta delle navi Andrea Doria e Caio Duilio. Al pari delle pari classi francesi si presentano con un personalissimo profilo stealth immediatamente riconoscibile per le ampie superfici piatte e pulite che lo caratterizzano e che fanno parte di un complesso di accorgimenti volti a ridurre la tracciabilità radar, termica e acustica al fine di migliorarne furtività e occultamento ai sensori avversari.
Al 2020, i cacciatorpediniere in servizio presso la Marina Militare risultano quindi essere:
- 2× Classe Orizzonte
- 2× Classe Durand de la Penne

### Marina francese

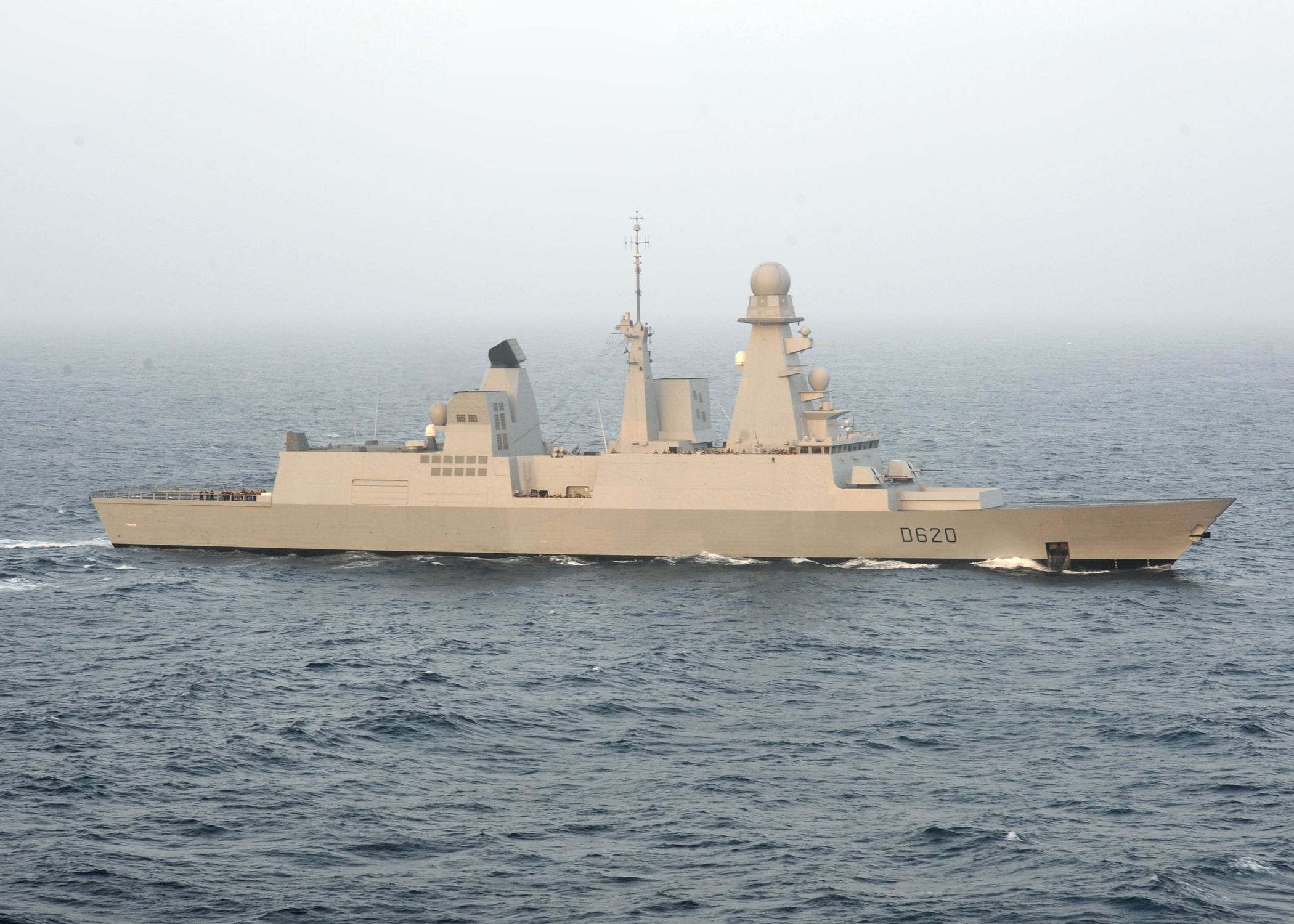
La della Marine nationale

Anche se i termini contre-torpilleur e destroyer sono presenti nella terminologia navale francese, il primo come traduzione letterale di cacciatorpediniere e il secondo utilizzando la denominazione in inglese, la Marine nationale ha raramente utilizzato questi due termini, preferendovi spesso altre denominazioni, a volte in contrasto con il resto delle altre marine.
Il termine contre-torpilleur è stato utilizzato per diverse classi di navi prodotte prima della seconda guerra mondiale e per alcune navi italiane e tedesche ricevute a titolo di riparazioni di guerra.
La Marine nationale ha usato il termine destroyer d'escorte (cacciatorpediniere di scorta) per indicare le 14 navi della classe Cannon ricevute dalla US Navy, dove erano classificate come destroyer escort e adottavano l'hull classification symbol DE, nella marina francese il pennant number fu invece F (dal 1975, i destroyer escorts statunitensi furono riclassificati da DE a FF).
C'è da dire che l'ingresso della Francia nella NATO e l'adozione del pennant number permettono di equiparare le differenti classi di navi a prescindere dalla denominazione, anche se con qualche eccezione, un caso evidente sono le FREMM: ovvero FREgate Multi-Missions (in italiano: FREgate MultiMissione), nella Marina militare sono considerate fregate e portano il pennant F, nella Marine nationale portano il pennant D e sono considerate frégates de premier rang (cioè cacciatorpediniere).
A partire dagli anni cinquanta, in occasione della realizzazione delle prime navi di produzione francese dopo la seconda guerra mondiale, viene scelto il termine escorteur per indicare una nave incaricata della protezione delle altre navi, dei convogli e delle comunicazioni marittime. La Francia produrrà 4 tipi di escorteurs (con 3 pennant number) differenti : escorteurs d'escadre (D), escorteurs rapides (F), avisos escorteurs (F) e escorteurs côtiers (P). L'escorteur non è quindi il cacciatorpediniere di scorta, che in francese si traduce in destroyer d'escorte, ma indica semplicemente una nave da scorta a una forza navale. Il termine escorteur sostituirà nella terminologia navale francese precedenti termini di destroyer, contre-torpilleur e torpilleur, che saranno definitivamente abbandonati. In seguito anche il termine escorteur sarà abbandonato, negli anni 70, a profitto dei termini fregata di 1º e 2º rango, avviso e pattugliatore.
Nella Marina francese il termine fregata designa quindi dagli anni settanta due tipi di navi: le frégates de second rang cioè le fregate vere e proprie e gli avisos (navi simili a corvette) contraddistinte dal pennant number F (navi più piccole, leggere, furtive, di sorveglianza) e le frégates de premier rang cioè i cacciatorpediniere contraddistinti dal pennant number D (navi più grandi, da difesa aerea, antiaerea, anti-sottomarino).
Contre-torpilleurs (elenco parziale, tutti dismessi)
- 1 La Combattante - ex  Royal Navy
- 2 classe Desaix - ex  Kriegsmarine
- 2 Zerstörer 1936A - ex  Kriegsmarine
- 2 classe 1939 - ex  Kriegsmarine
- 2 classe Châteaurenault - ex  Regia Marina
- 3 classe Soldati - ex  Regia Marina
- 1 classe Alfredo Oriani - ex  Regia Marina

Destroyers d'escorte (dismessi)
- 14× Classe Cannon - ex  U.S. Navy

Escorteurs d'escadre (dismessi)
- 12× escorteurs d'escadre Classe T 47
- 5× escorteurs d'escadre Classe T 53
- 1× escorteur d'escadre La Galissonnière (D 638)

Frégates de premier rang
- 2× fregate lancia missili (FLE) Suffren (dismesse)
- 1× fregata anti-sottomarino (FASM) Aconit (D 609) (all'inizio denominata corvetta, dismessa)
- 3× fregate anti-sottomarino type F67 ASM Classe Tourville (dismesse)
- 2× fregate antiaeree type F70 AA Classe Cassard
- 7× fregate anti-sottomarino type F70 ASM Classe Georges Leygues (in dismissione)
- 2× fregate difesa aerea (FDA) Classe Horizon
- 8× fregata multiruolo (FREMM) Classe FREMM (in costruzione al 2018)

Al 2018, la Marine nationale ha in servizio le ultime 4 classi sopracitate, per un totale di 12 navi.

### Marina cinese

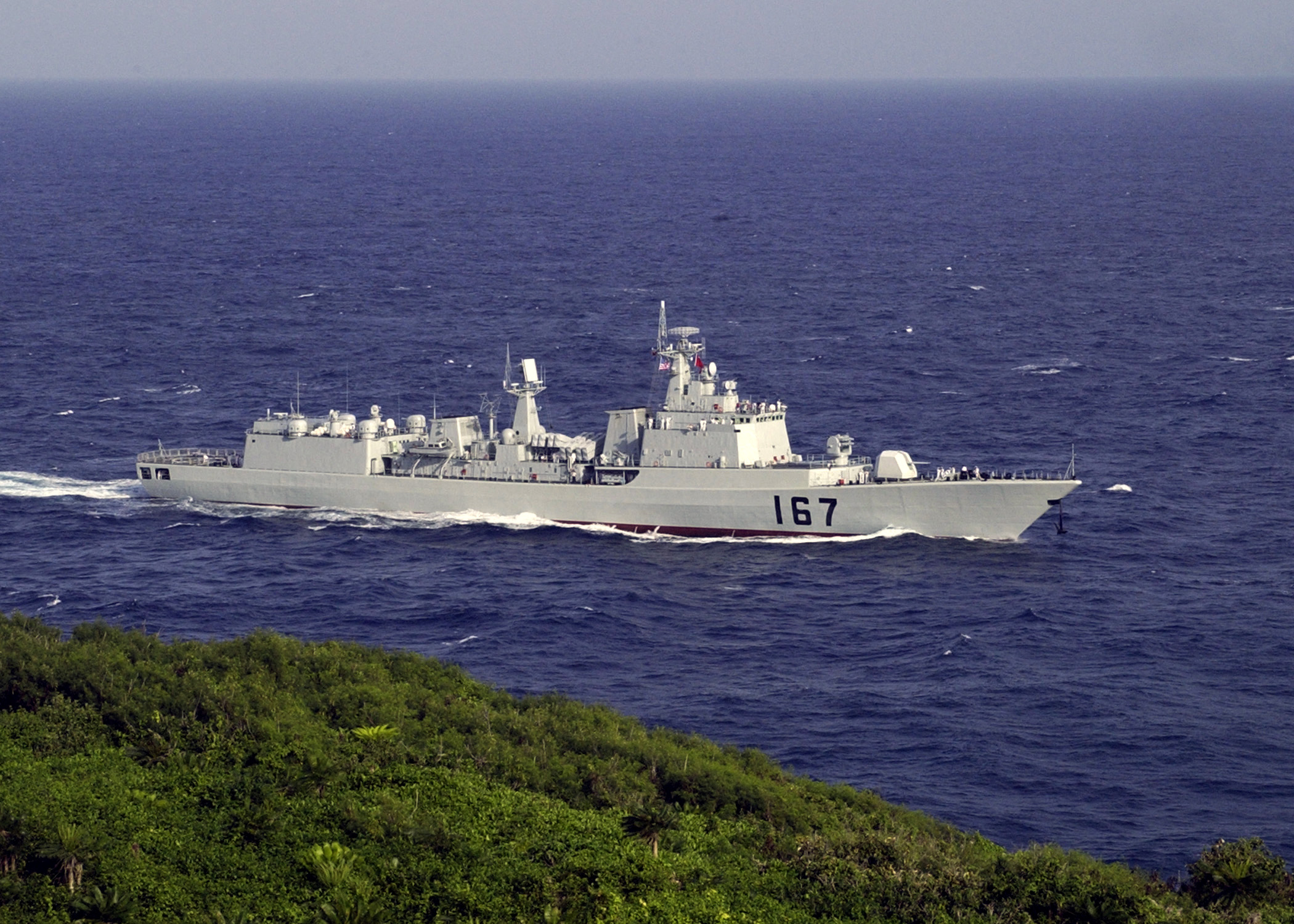
La della ZRJH

Al 2018, i cacciatorpediniere in servizio presso la Zhongguo Renmin Jiefangjun Haijun risultano essere:
- 6× Classe Luda (Type 51)
- 2× Classe Luhu (Type 52)
- 1× Classe Luhai (Type 51B)
- 4× Classe Sovremenny
- 2× Classe Luyang I (Type 52B)
- 2× Classe Luzhou (Type 51C)
- 6× Classe Luyang II (Type 52C)
- 9× Classe Luyang III (Type 52D) + altre in costruzione
- 0× Classe Renhai (Type 55) + altre in costruzione

### Marina giapponese

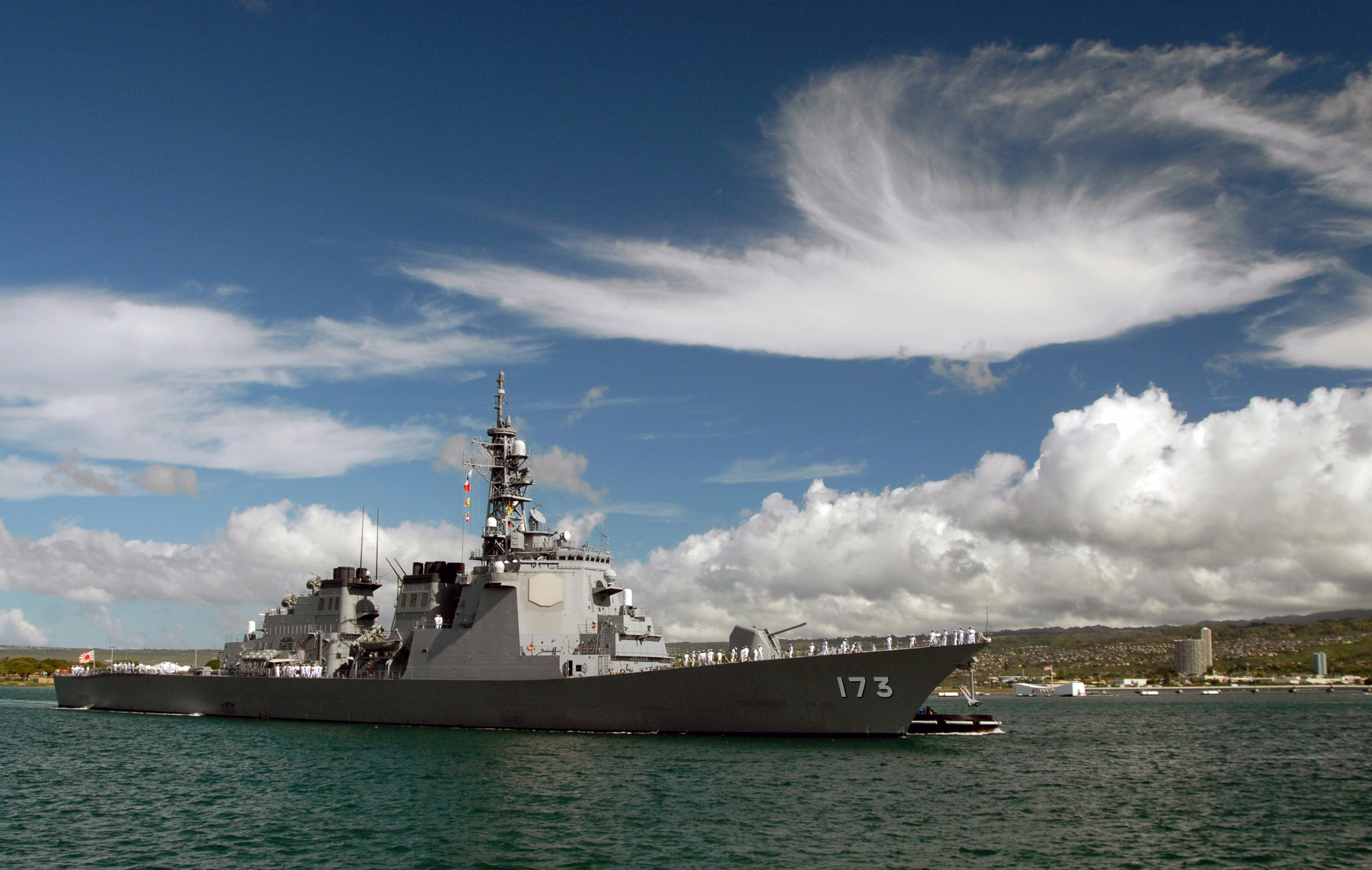
La della JMSDF

Al 2018, i cacciatorpediniere in servizio presso la Kaijō Jieitai risultano essere:
- 9× DD Classe Murasame
- 5× DD Classe Takanami
- 4× DD Classe Akizuki
- 1× DD Classe Asahi

- 2× DDG Classe Hatakaze
- 4× DDG Classe Kongō
- 2× DDG Classe Atago

- 2× DDH Classe Shirane
- 2× DDH Classe Hyuga
- 2× DDH Classe Izumo